# Risveglio di primavera
Risveglio di primavera (in tedesco Frühlings Erwachen) è il più importante lavoro teatrale del drammaturgo tedesco Frank Wedekind e un'opera fondamentale nella storia del teatro contemporaneo.
Fu scritto tra l'autunno del 1890 e la primavera del 1891, ma non vide però alcuna rappresentazione fino al 1906, quando riuscì ad essere allestita dal regista teatrale austriaco Max Reinhardt, direttore del Deutsches Theater di Berlino. Riporta come sottotitolo Una tragedia di fanciulli, l'opera critica la cultura oppressiva riguardo al sesso del XIX secolo in Germania e offre una vivida drammatizzazione delle fantasie erotiche che tale oppressione genera. A causa dei controversi temi che tratta (pubertà, sessualità, stupro, abuso minorile, omosessualità, suicidio, aborto; ma anche gioia di vivere e speranza) l'opera è stata spesso vietata o censurata. Di questo testo Sigmund Freud commenterà una prima parte. Mentre lo psicoanalista Jacques Lacan elogierà Wedekind, facendo notare come i ragazzi non penserebbero alla sessualità «senza il risveglio dei loro sogni».

## Trama
Atto I

Germania, XIX secolo. Wendla Bergmann, una ragazzina di quattordici anni, ha un battibecco con la madre sulla lunghezza della gonna del suo vestito, che lei vuole corto; dopodiché le rivela di avere fantasie morbose sulla morte e le chiede se è peccato pensare a cose simili. La madre non le risponde.
Due studenti, Moritz Stiefel e Melchior Gabor, si ritrovano dopo le lezioni a discorrere sulla procreazione e sul coito: Melchior, brillante e sicuro di sé, è perfettamente conscio del risveglio della sua sessualità mentre Moritz, timido e sfiduciato, si ritrova essere intimorito dai suoi stessi sogni erotici. Quest'ultimo chiede a Melchior di scrivergli un trattato su come avvenga la riproduzione per dissipare i suoi dubbi, e il ragazzo accetta.
Wendla chiacchiera allegramente e passeggia con le sue amiche Thea e Martha e la conversazione cade sulla treccia di Martha, che si sfalda continuamente. Alla proposta di tagliarla, la giovane si rifiuta spaventata, svelando accidentalmente di subire frequenti abusi da parte dei suoi genitori per sciocchezze. La cosa colpisce profondamente le altre due, soprattutto Wendla, che dichiara di non essere mai stata picchiata in vita sua.
Moritz, a rischio bocciatura, entra di nascosto nell'ufficio del rettore e sfoglia il registro per cercare i risultati di fine trimestre, per poi scoprire di essere stato promosso. Euforico, promette a sé stesso di diventare uno studente modello in modo da non cedere il posto nella classe (che può contenere soltanto sessanta scolari) e si confida con Melchior, confessandogli di aver meditato il suicidio.
Melchior e Wendla s'imbattono nel bosco e, dopo una discussione sui motivi dei frequenti atti di carità che lei e sua madre fanno ai poveri e sulla violenza domestica che subisce Martha, lei gli chiede di batterla con un ramo per capire cosa si provi ad essere picchiati. Melchior inizialmente è titubante, ma alle richieste pressanti della ragazza s'incollerisce e inizia a colpirla furiosamente, per poi fuggire nel profondo della foresta.

Atto II

Pochi giorni dopo Moritz è a casa di Melchior per un tè e viene confortato dalla dolce signora Gabor, che disapprova ia lettura del Faust da parte di alunni così giovani. Wendla intanto è diventata zia per la terza volta e, ignorando come si facciano i bambini, chiede chiarimenti alla madre che, sconvolta dalla richiesta e incapace di dirle la verità, le spiega che le donne per fare un figlio devono amare il proprio marito con tutto il cuore. Nel mentre i voti di Moritz, nonostante il suo assiduo impegno, non migliorano e i professori decidono di bocciarlo.
Wendla trova Melchior in un fienile durante la pioggia e si siede accanto a lui: il giovane la bacia e lei, pur esprimendo il suo disappunto, lo lascia fare e i due hanno un rapporto sessuale.
Ilse, un'amica di Thea, Wendla e Martha scappata di casa con un gruppo di artisti, vede Moritz errare per la città di notte e lo invita a dormire da lei, ma lui rifiuta. Dopo che la ragazza si allontana lui, depresso e convinto di essere solo al mondo, si uccide sparandosi.

Atto III

I professori, non volendo scaricarsi la colpa del suo atto, trovano lo scritto di Melchior sul sesso tra le cose di Moritz e gli affibbiano tutta la colpa, espellendolo da scuola; i suoi genitori lo mandano in riformatorio, benché innocente. Martha ed Ilse trovano la pistola con la quale Moritz si è sparato e la nascondono.
Wendla è inspiegabilmente malata e il dottore, pur avendole diagnosticato la clorosi, capisce che è incinta e lo dice in privato alla signora Bergmann. Madre e figlia hanno un confronto sulla responsabilità della gravidanza e la donna chiama l'abortista, la signora Schmidt. Due studenti, Ernst e Hänschen, confessano l'un l'altro la propria omosessualità e suggellano il loro amore scambiandosi un bacio. Nel frattempo Melchior è fuggito dal riformatorio e scopre che Wendla è morta a causa delle complicazioni dell'aborto: lì appare un misterioso uomo mascherato che si offre di insegnare al ragazzo il senso della vita e di fargli raggiungere la redenzione; il ragazzo così decide di seguirlo e lasciano la città.

## Personaggi
- Wendla Bergmann: Una ragazza estremamente curiosa, fresca e volenterosa di crescere e di imparare, nonché frustrata dalla gabbia dorata nella quale vive con la madre. Ama fare visita ai poveri e fare loro elemosina.
- Moritz Stiefel: Un ragazzo malinconico, insicuro e terribilmente fragile e solo, sconvolto dal risveglio della sua stessa pubertà. Pessimo studente a causa della sua mancanza di concentrazione, vive nel terrore di essere bocciato e quindi di affrontare l'ira dei genitori.
- Melchior Gabor: Migliore amico di Moritz. Colto, ribelle e passionale, è un ateista convinto ed estremamente precoce per la sua età a causa di tutti i libri che legge. È fortemente attratto da Wendla.
- Ilse: Esuberante e svampita amica di Wendla che scappa di casa per vivere come spirito libero. Fa da modella per numerosi pittori nonché suoi amanti.
- Signora Bergmann: La madre di Wendla e delle sue sorelle. Piena d'affetto nei confronti della figlia minore, non vuole vederla crescere e continua a trattarla ancora come una bambina senza educarla al mondo esterno.
- Martha: Amica di Thea e Wendla. Picchiata assiduamente dal padre, che lei sospetta ci goda nel farlo. Ha una cotta per Moritz.
- Ernst Robel: Amico di Melchior ed omosessuale. Assieme a Moritz è quello che più rischia di essere bocciato all'inizio della trama.
- Hänschen Rilow: Amico di Melchior ed anch'esso omosessuale, segretamente innamorato di Ernst.
- Thea: Amica di Wendla e Martha. Delle tre è la più innocente ed ingenua e ancora estranea alla crescita. Ha una cotta per Melchior.
- Signora Gabor: La madre di Melchior. Gentile, amabile e intelligente, è l'unico adulto comprensivo nei confronti di Moritz. È fino alla fine restia a mandare il figlio in riformatorio.
- Signor Gabor: Il padre di Melchior.
- Ina Müller: La sorella maggiore di Wendla. Sposata e con due figli, sembra avere un rapporto molto stretto con la ragazzina.
- Otto, Georg Zirschnitz, Robert, Lämmermeier: Compagni di classe di Moritz e Melchior. Si prendono gioco di Moritz quando confessa di aver pensato al suicidio nel caso non fosse stato promosso.
- Rettore Colpodisole: Il crudele preside della scuola locale.
- Dottore Polvereeffervescente: Il medico che diagnostica a Wendla la sua gravidanza.
- Professori
- L'Uomo Mascherato

## Critica psicanalitica
L'episodio di Moritz che ammette di aver sognato delle gambe femminili con delle calze blu sopra a una cattedra fu commentato da Freud dicendo che la cattedra rappresenta il divieto del desiderio che si presenta insieme al desiderio. Jacques Lacan elogia Wedekind, perché ci fa rilevare come i ragazzi non penserebbero alla sessualità «senza il risveglio dei loro sogni»; i sogni contribuiscono a sviluppare le fantasie sessuali nelle quali il soggetto si confronta con la sessualità, e l'inconscio determina il modo in cui ciascuno si rapporta al proprio godimento. Tuttavia Lacan nota anche come il dramma di Wedekind evidenzi qualcosa che non va nella sessualità: «nessuno se la cava bene». La fantasia di Wendla, ad esempio, è di essere picchiata, e il risveglio delle sue fantasie «anziché rendere il rapporto sessuale possibile […] suscita delle fantasie [fantasmes] che lo allontanano».
Lo psicoanalista Domenico Cosenza distingue due tempi nel commento di Lacan. Il primo tempo è quello in cui si evidenzia l'importanza della preminenza dell'inconscio del soggetto come dimensione che, attraverso il sogno, mette in scena il rapporto sessuale dell'adolescente con il partner. Il secondo tempo è quello dell'incontro con l'inesistenza del rapporto sessuale, inesistenza che Lacan introduce come “la sessualità fa buco nel reale”. Dunque emerge il problema dell'adolescenza. La discrepanza tra l'eccitazione sessuale e l'incontro del rapporto. Per esempio, quando Melchior vuole fare l'amore con Wendla, lei obietta “Ma non c'è amore”, e lui passa oltre e la prende ugualmente.

## Opere derivate
Nel 2006 da quest'opera teatrale è stato tratto il musical di Broadway Spring Awakening prima rappresentato a Off-Broadway e successivamente a Broadway, dove ha vinto otto Tony Award tra cui quello di Migliore Musical. Nel 2008 ne è stata fatta una trasposizione televisiva americana dal titolo The Awakening of Spring diretta da Arthur Allan Seidelman con protagonisti Jesse Lee Soffer, Javier Picayo e Carrie Wiita.
Nel 1929 una produzione ceco-tedesca ha realizzato un film muto basato sull'opera: Frühlingserwachen, diretto da Richard Oswald. Una versione moderna liberamente ispirata alla storia prodotta da Headlong ha girato i teatri inglesi nel 2014.
Riscritti e ispirati al testo originale, nel 2020 il Teatro Stabile del Veneto produce con l'Accademia Teatrale "C. Goldoni" - Progetto TESEO due lungometraggi con cast diverso e alcune variazioni, intitolati "Delirio di Primavera".

## Rappresentazioni italiane (parziale)
- 1991 – Risveglio di primavera – regia Elio De Capitani – produzione Teatro dell'Elfo
- 2002 – Risveglio di primavera – regia Marco Plini – traduzione Luigi Lunari – produzione Teatro Stabile Torino
- 2015 – Risvegli – regia Roberto Tarasco – traduzione Cesare Lievi – produzione AriaTeatro e ItacaTeatro
- 2021 – Risveglio di primavera – regia Gabriele Vacis – traduzione Gabriele Vacis, Gabriele Matté, Erica Nava, Davide Pascarella, Enrica Rebaudo – produzione Teatro Stabile Torino